# Eristalis gatesi
La mosca de Bill Gates (Eristalis gatesi) es una especie de díptero de la familia de los sírfidos que se encuentra solo en los bosques de Costa Rica. 
Se le ha llamado así en honor a las contribuciones de Bill Gates a la dipterología.
También, hay otra especie bautizada en honor a Paul Allen, cofundador de Microsoft; el nombre científico de dicha especie es Eristalis alleni.